# 王萬芳
王萬芳（1849年—1903年），字季远，号南泉，湖北省襄陽府襄陽縣人，清朝政治人物、進士出身。
光緒十五年（1889年），参加光緒己丑科殿試，登進士二甲21名。同年五月，改翰林院庶吉士。光緒十六年四月，散館，授翰林院編修。历官浙江道监察御史。工书法。

## 外部連結
- 王萬芳 （页面存档备份，存于） 宜城人物